# Багрицький Едуард Георгійович
Едуа́рд Гео́ргійович Багри́цький (справжнє прізвище Дзюбін; 22 жовтня (3 листопада) 1895, Одеса, Херсонська губернія, Російська імперія — 16 лютого 1934, Москва, РРФСР, СРСР) — радянський поет єврейського походження з України. Писав російською мовою.

## Життєпис

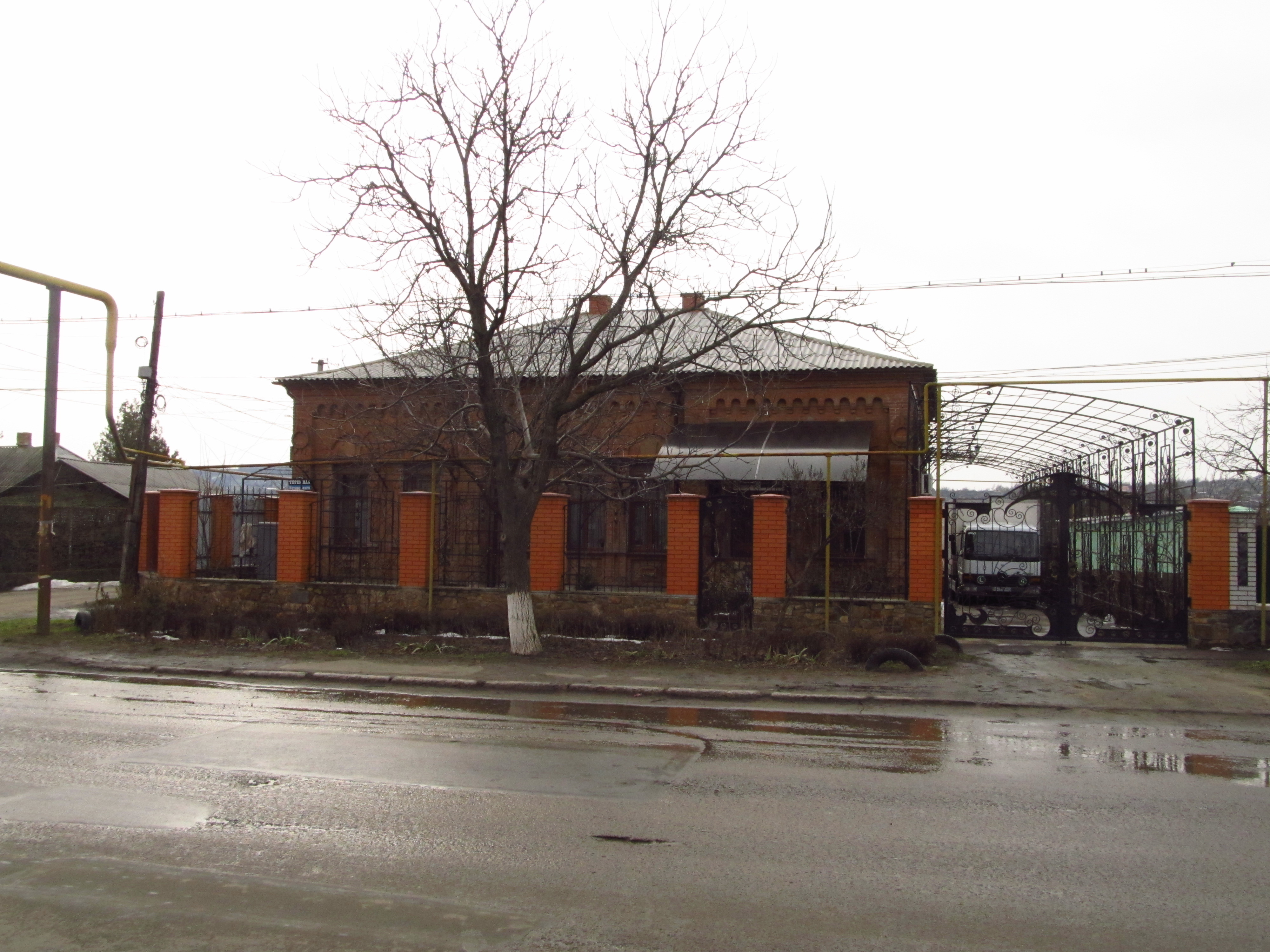
Будинок Едуарда Багрицького в Балті

Народився в Одесі. Перші вірші (1914—1917) написані під впливом декадентської поезії. Учасник громадянської війни, створював агітплакати «ЮгРОСТА». Віршам цього періоду властива революційна романтика. Перша збірка віршів — «Південний Захід» (1928). У книгах «Переможці» та «Остання піч» (1932) таврував міщанство.
З початку 1930 року загострилася бронхіальна астма — хвороба, від якої він страждав з дитинства.
Помер 16 лютого 1934 в Москві. Похований на Новодівочому цвинтарі.

## Творчість
У творчості значне місце посідають твори на українську тематику («Україна», «Одеса», 1924, «Тарас Шевченко», 1933). Серед них відзначається «Дума про Опанаса» (1926). На її формі відбився вплив Тараса Шевченка, української народної поезії. У поемі змальовано картини громадянської війни в Україні, оспівано вірність справі революції, показано моральний занепад зрадника народу. Однак українські робітники і селяни, які були основною рушійною силою революційної боротьби, не знайшли в поемі належного втілення.

## Твори
- Избранное. — Одесса, 1949.
- Стихотворения и поэмы. — Москва, 1958.
- Українські переклади:
  - Дума про Опанаса / Переклад Миколи Бажана // Бажан М. Твори. — Т. 2. — К., 1947.
  - Смерть піонерки / Переклад Андрія Малишка // Слава Жовтню. — К., 1948.